# Procès du Haut Commandement militaire
Le procès dit « du Haut Commandement » (officiellement The United States of America vs. Wilhelm Ritter von Leeb, et al.) a été le dernier des douze procès pour crimes de guerre fait par les autorités américaines dans leur zone d'occupation en Allemagne à Nuremberg après la fin de la Seconde Guerre mondiale.
Ces douze procès ont été menés par des tribunaux militaires américains et non par le tribunal militaire international de Nuremberg, mais ils se sont tenus au même endroit, sous l’appellation Procès de criminels de guerre devant le tribunal militaire de Nuremberg.
Les accusés sont tous des généraux de haut rang de la Wehrmacht (et amiral) tous membres de l’OKW. Ils sont accusés d’avoir participé, planifié ou facilité les atrocités commises dans les territoires occupés par l’armée allemande.
Les juges de cette affaire, traitée par le tribunal militaire V-A, sont John C. Young, du Colorado, président de la cour, Winfield B. Hale du Tennessee, et Justin W. Harding, de l’Alaska ; le procureur en chef est Telford Taylor. L’acte d’accusation est présenté le 28 novembre 1947 et le procès se déroule du 30 décembre 1947 au 28 octobre 1948.
Sur les quatorze inculpés, deux seront acquittés de tous les chefs d’accusation, les autres seront condamnés à des peines variant de trois ans de prison à perpétuité. Johannes Blaskowitz se suicidera pendant le déroulement du procès.

## Les accusations
1. Crimes contre la paix en participant à la préparation de guerres d’agression en violation de traités internationaux ;
2. Crimes de guerre pour meurtre, mauvais traitements et autres crimes commis à l’encontre de prisonniers de guerre ou de soldats ennemis ;
3. Crimes contre l’humanité, pour participation ou ordres donnés pour le meurtre, la torture, la déportation, la prise d’otages, etc. de civils dans les territoires occupés ;
4. Participation à un complot pour commettre les trois premiers chefs d’accusation.

Tous les accusés sont inculpés des quatre chefs d’accusation et tous plaident « non coupable ».
Le quatrième chef d’accusation est rapidement abandonné, se confondant avec les trois premiers. Pour le premier chef d’accusation, le tribunal déclare les accusés non coupables, compte tenu du fait qu’ils n’étaient pas des responsables politiques et que leur participation à la préparation de la guerre, en obéissant aux ordres, n’est pas un crime au regard du droit international en vigueur.

## Le jugement
|   | Nom                     | Grade | Chef d’accusation | Chef d’accusation | Chef d’accusation | Chef d’accusation | Verdict                                                                                         |
| 1 | Nom                     | Grade | 2                 | 3                 | 4                 |                   | Verdict                                                                                         |
| - | ----------------------- | --- | ----------------- | ----------------- | ----------------- | ----------------- | ----------------------------------------------------------------------------------------------- |
|   | Wilhelm Ritter von Leeb | General Feldmarschall (jusqu'en 1941) | I                 | I                 | C                 | I                 | 3 ans d'emprisonnement ; libéré après le procès                                                 |
|   | Hugo Sperrle            | Feldmarschall | I                 | I                 | I                 | I                 | acquitté                                                                                        |
|   | Georg von Küchler       | Feld Marschall | I                 | C                 | C                 | I                 | 20 ans d'emprisonnement; peine réduite à 12 ans en 1951 ; libéré en 1953 pour raisons médicales |
|   | Johannes Blaskowitz     | Generaloberst | I                 | I                 | I                 | I                 | se suicide pendant le procès, le 8 février 1948                                                 |
|   | Hermann Hoth            | Generaloberst | I                 | C                 | C                 | I                 | 15 ans d'emprisonnement ; libéré en 1954                                                        |
|   | Georg-Hans Reinhardt    | Generaloberst | I                 | C                 | C                 | I                 | 15 ans d'emprisonnement ; libéré en 1952                                                        |
|   | Hans von Salmuth        | Generaloberst | I                 | C                 | C                 | I                 | 20 ans d'emprisonnement; peine réduite à 12 ans en 1951                                         |
|   | Karl-Adolf Hollidt      | Generaloberst | I                 | C                 | C                 | I                 | 5 ans d'emprisonnement ; libéré le 22 décembre 1949                                             |
|   | Otto Schniewind         | Amiral | I                 | I                 | I                 | I                 | acquitté                                                                                        |
|   | Karl von Roques         | Generalleutnant | I                 | C                 | C                 | I                 | 20 ans d'emprisonnement; décédé le 24 décembre 1949                                             |
|   | Hermann Reinecke        | Generalleutnant ; chef du bureau central des forces armées à l'OKW (Allgemeines Wehrmachts-Amt, AWA) et du National-Sozialistische Führungs-Offiziere, regroupant les officiers nazis chargés de la propagande politique au sein de la Wehrmacht | I                 | C                 | C                 | I                 | emprisonnement à vie ; libéré en 1954                                                           |
|   | Walter Warlimont        | Generalleutnant ; chef adjoint des opérations de l'OKW | I                 | C                 | C                 | I                 | emprisonnement à vie ; peine réduite à 18 ans en 1951; libéré en 1954.                          |
|   | Otto Wöhler             | Generalleutnant | I                 | C                 | C                 | I                 | 5 ans d'emprisonnement ; libéré en 1951                                                         |
|   | Rudolf Lehmann          | Generalleutnant ; avocat général de l'OKW, notamment responsable, entre autres, de l'élaboration de l'ordre sur les commissaires politiques | I                 | C                 | C                 | I                 | 7 ans d'emprisonnement                                                                          |

I — Innocent   C — Coupable
Toutes les peines comprennent la durée de la détention depuis le 7 avril 1945.